# 장안사 (금강군)
장안사(長安寺)는 강원도 금강산의 내금강 지역에 있는 사찰이다. 장안사는 일제강점기까지 강원도 회양군 내금강면 장연리에 속해 있었으나, 조선민주주의인민공화국에서 1952년에 금강군을 신설하면서 강원도 금강군 내강리로 행정구역이 변경되었다.
유점사, 신계사, 표훈사와 함께 금강산 4대 사찰 중 하나였다. 절경으로 유명한 금강산 장경봉 아래 비홍교 건너편에 터가 있다. 내금강에 입구 격인 이곳은 예로부터 명승지로 널리 알려졌고, 조선 시대에는 화가 이정의 금강산 일만 이천봉 그림에 등장했다.

## 연혁
6세기에 고구려 승려 혜량이 신라에 귀화하며 창건했다는 전설이 있다. 신라 혜공왕 8년인 773년에 진표가 중수했고, 고려 광종 때 불탄 것은 고려 성종 때 다시 중건했다. 고려 출신으로 원 순제의 황후가 된 기황후가 원나라 황실의 번영을 빌기 위해 고려 말엽인 14세기에 중창하기도 했다.
조선 시대에도 여러 차례 중건과 중창을 되풀이하다가, 1842년에는 신정왕후의 아버지인 조만영이, 1863년에는 안동 김씨 세도가의 중심인 호조판서 김병기가 보시하여 증축한 일이 있다. 장안사는 대웅보전과 서성전을 두 축으로 삼아 양 구역에 비슷한 모양으로 건물이 배치되는 독특한 형식으로 지어졌다.
한국 전쟁 중인 1951년에 폭격 피해를 보고 수십 채의 건물이 완전히 소실되어 터만 남아 있다. 대한민국 불교계는 금강산의 명찰인 장안사를 복원하여 유점사와 함께 불교 성지 순례지로 조성하기를 원하고 있다. 조선민주주의인민공화국의 국보 제96호로 지정되어 있다.
이은상 작사, 홍난파 작곡의 〈장안사〉는 이 절을 소재로 한 가곡이다.

## 사진

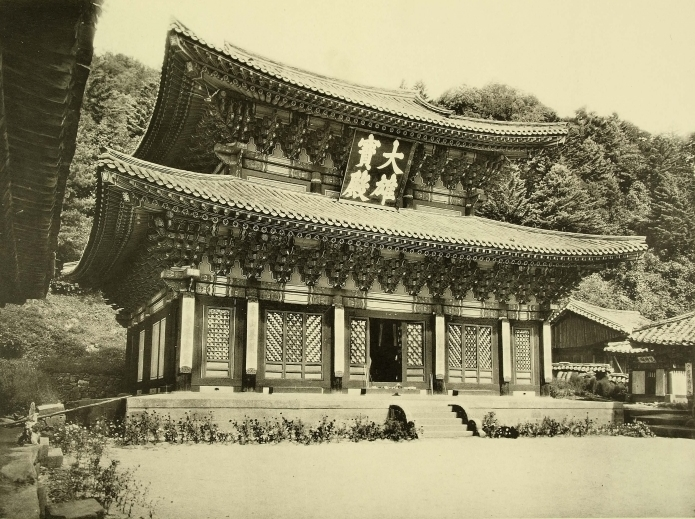
대웅보전
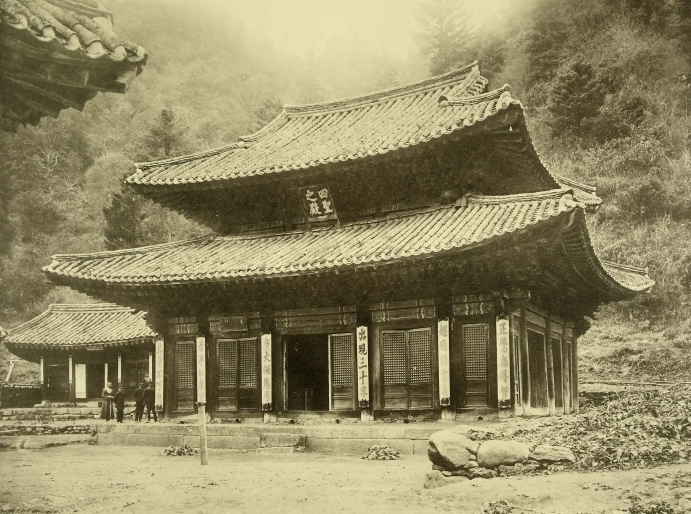
사성지전(四聖之殿)
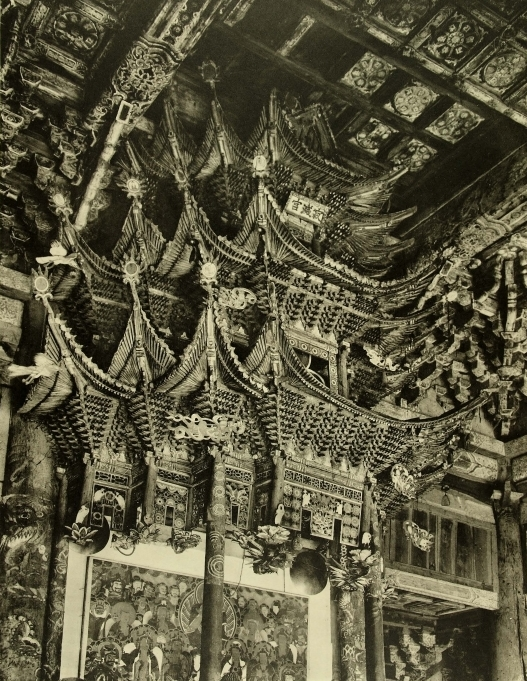
사성지전 내부 모습

## 같이 보기
- 금강산

## 참고자료
- 백유선 (2001년 3월 14일). “"금단청 화려했던 내금강 대찰"” (PDF). 만불신문. 13면면. 2008년 5월 23일에 확인함.[깨진 링크(과거 내용 찾기)]
- 이태호 (1996년 6월). “호국의 성지로 번창했던 금강불국”. 《월간미술》. 2005년 11월 9일에 원본 문서에서 보존된 문서. 2008년 5월 23일에 확인함.